# Nesjøen
Der Nesjøen ist ein Stausee in Norwegen. Er gehört zur Kommune Tydal in der Provinz Trøndelag und grenzt im Osten an das Sylangebirge. Die Seeoberfläche hat eine Fläche von 65,41 km² und befindet sich je nach Wasserstand auf bis zu 729 moh. Der See ist Teil des Nea-Nidelvvassdraget und entwässert über den Nea im südwestlichen Teil des Sees. Die nächsten Ortschaften sind das etwa 6,5 km entfernte Dorf Stugudalen südwestlich des Nesjøens sowie das administrative Zentrum der Kommune Tydal, die Ortschaft Ås, etwa 10 km nordwestlich des Sees. Der Nesjøen ist ein beliebtes Revier zum Sportfischen.

## Beschreibung

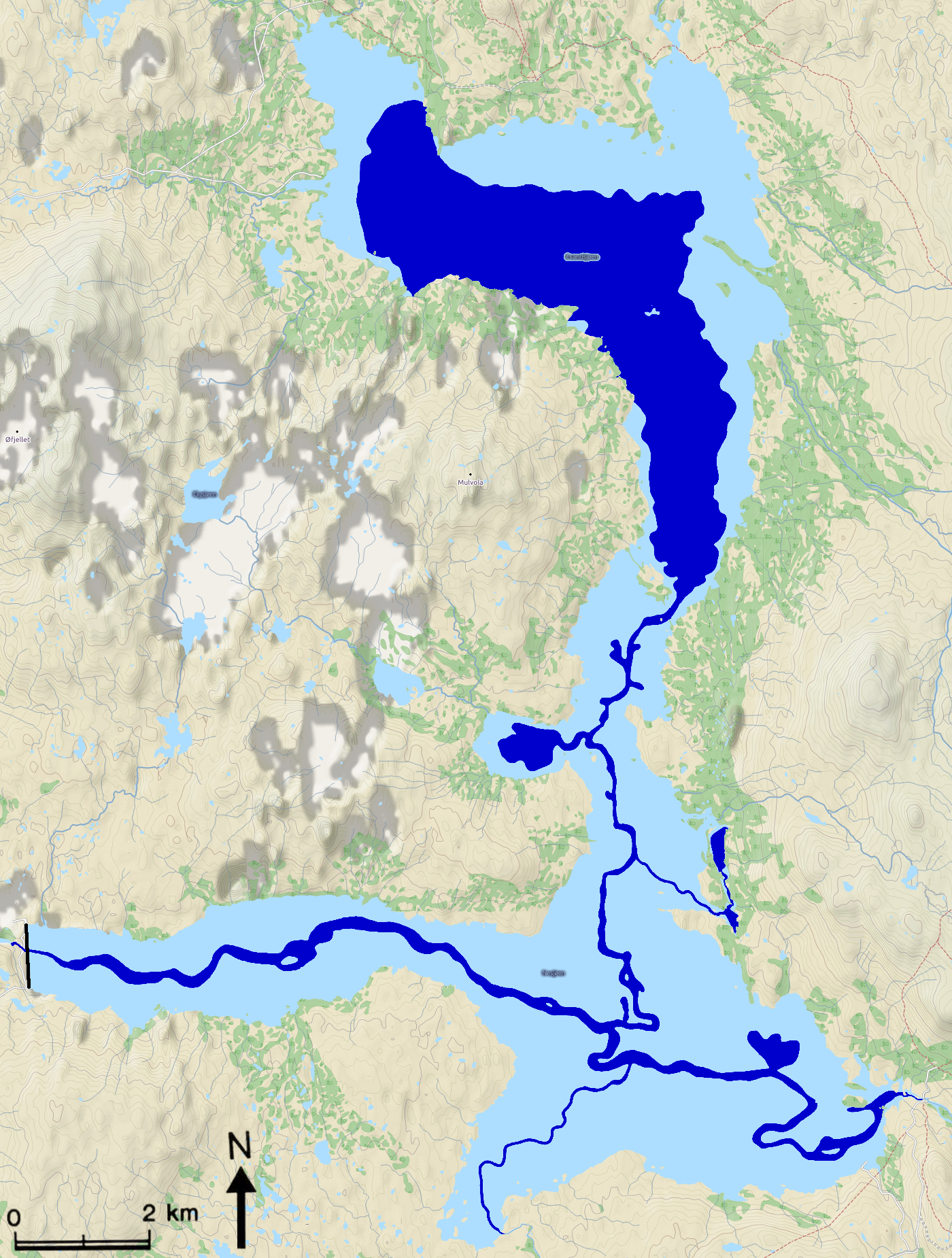
"Hybrid"-Karte des Nesjøen-Sees.
Sie zeigt den See in seiner heutigen Ausdehnung (hellblau), sowie die ehemalige Ausdehnung des Esandsjøens sowie den ebenfalls überfluteten mäandernden Oberlauf des Neas.

### Allgemeines
Der Nesjøen-See ist ein Stausee in Norwegen. Er gehört zur Kommune Tydal in der Provinz Trøndelag und befindet sich in deren äußerstem Osten, wenige Kilometer entfernt vom Sylangebirge und der Schwedischen Grenze. Die Seeoberfläche hat eine Fläche von 65,41 km², bei einem Umfang von 113,59 km und befindet sich je nach Wasserstand auf 729 moh. (höchster regulierter Wasserstand) bzw. auf 722,4 moh. (niedrigster regulierter Wasserstand). Unter bestimmten Umständen kann der Wasserstand in Ausnahmefällen auf 706 moh. abgesenkt werden.
Der See ist Teil des Nea-Nidelvvassdraget und wird von den zahlreichen kleinen Bächen in seinem 681,32 km² großen Einzugsgebiet gespeist. Er entwässert über den südwestlichen Teil des Sees in den Nea. Dieser wiederum speist den Nidelva und somit mündet das Wasser des Nesjøen in den Trondheimfjord, als Teil des Europäischen Nordmeeres.
Der Nesjøen besteht eigentlich aus zwei Teilen bzw. Seen, die durch die Aufstauung des Neas im Jahr 1971 sich zu einem See vereinigten.

### Esandsjøen
Der Esandsjøen (auch Essansjøen; südsamisch Saantenjaevrie) war ein ehemaliger, 27 km² großer See im nördlichen Teil des heutigen Nesjøen-Sees. Es handelte sich dabei um einen Stausee, der durch die Aufstauung des vormals 18 km² großen, natürlichen Esandsjøens entstand. Im Auftrag des Trondheim Energiverk wurde dazu der Fluss Esna mit einem Damm aufgestaut, der zwischen 1941 und 1947 errichtet wurde. Der Grund der Aufstauung war die Erzeugung elektrischer Energie mit einem Wasserkraftwerk.
Nach der Fertigstellung des Nea-Staudammes, zur Aufstauung des Nesjøen-Sees, verschmolz ab 1971 der neu geschaffene Staubereich mit dem Esandsjøen. Heutzutage wird der Name Essandsjøen noch zur Unterscheidung des nördlichen vom südlichen Bereich des Nesjøen benutzt.

### Nesjøen
Der Nesjøen wurde in seiner heutigen Form durch die Aufstauung des Neas geschaffen. Die Gesamtdauer zur Verwirklichung des Projekts dauerte von der Erteilung der Konzession im Jahr 1968 bis zur endgültigen Fertigstellung im Jahr 1971. Der See selbst entstand mit der Flutung von 38,7 km² Gelände im Jahr 1970. Anteilig an dieser Fläche waren 3,8 km² Fließgewässer sowie mehrere kleinere Seen. Im Zuge der Landflutung musste die Nedalshytta verlegt und neu gebaut werden.

## Fauna
Der Nesjøen ist ein sehr fischreiches Gewässer mit vielen Fischarten, die sowohl in ihrer Größe als auch in ihrem Zustand außergewöhnlich für Mittelnorwegen sind. Die größten Populationen im See stellen Forellen, Quappen, Wandersaibling und Elritzen dar. Die wichtigsten Nahrungsquellen der Fischpopulationen sind, insbesondere im Frühjahr, die zahlreichen Zuckmücken und im späteren Verlauf des Sommers die Bestände an Wasserflöhen sowie auf der Seeoberfläche treibende Insekten.

## Tourismus
Unweit des Sees befinden sich zwei Wanderhütten des DNT, im Norden des Sees die Storerikvollen turisthytte und im Süden die Nedalshytta, die als Ausgangspunkt für Touren in das Sylangebirge sehr beliebt ist.